# Зміна формату чемпіонатів світу із шахів серед жінок
Змагання за звання чемпіона світу з шахів офіційно проводились починаючи з 1886 року, а неофіційно задовго до того. Той чемпіонат світу називається "відкритим", оскільки в ньому крім чоловіків мають право на участь також і жінки. Але на практиці впродовж багатьох років у ньому змагались виключно чоловіки. Отож 1927 року ФІДЕ заснувала чемпіонат світу з шахів серед жінок, винятково для шахісток. Як і у випадку з "відкритим" чемпіонатом, ці змагання відтоді кілька разів змінювали формат. Нижче в хронологічному порядку описано найважливіші з цих змін.

## Формат чемпіонатів до II світової війни (1927-39)
Міжнародну шахову федерацію (ФІДЕ) засновано 1924. Невдовзі після цього ФІДЕ вирішила взяти під свій контроль проведення чемпіонатів світу ("відкритих"), але їй вдалось це зробити лише 1948 року. Однак, оскільки ФІДЕ була творцем чемпіонату світу серед жінок, то ці змагання одразу почали проходити під її егодою.
До II світової війни всі чемпіонати світу крім одного проходили за круговою системою разом з шаховими олімпіадами, які також проходили під егідою ФІДЕ. Всі ці чемпіонати виграла одна і та сама шахістка Вера Менчик, яка тоді значно переважала всіх своїх суперниць і переважно грала в чоловічих турнірах (навіть здолала багатьох чоловіків, див. «Клуб Вери Менчик»). Вперше вона виграла титул у 1927 році під час I шахової олімпіади, а потім успішно захищала його вісім разів: шість разів на олімпіадах і двічі в матчах проти Соні Граф, напевно другої за силою шахістки того часу. Учасниці самі домовились про ці матчі. Перший з них, 1934 року, був неофіційним, а матч 1937 року ФІДЕ погодилась контролювати і визнала його як офіційний.

## Введення чемпіонського циклу (1949-99)
Так вже склалася доля, що обидва чемпіони світу померли під час, або ж одразу після Другої світової війни, Вера Менчик 1944 року в себе вдома в Англії під час німецького бомбардування, а Олександр Алехін у Франції на початку 1946 року за трохи підозрілих обставин. ФІДЕ одразу ж скористалась можливістю взяти під свій контроль розіграш титулів і створити стандартизовані правила для цього. Цикл розіграшу мав складатися з трьох стадій: зональні турніри, міжзональні турніри і матчі претендентів, в результаті чого мав (мала) визначатись претендент(ка) на титул.
Оскільки жінки становили лише невелику частину від загальної кількості гравців, то для них цю систему вводили поступово, перший кандидатський турнір пройшов 1952 року і перший міжзональний - 1971. У тому самому циклі (1971–72) формат кандидатського турніру змінився з кругового на серію матчів за нокаут- системою. 1976 року кількість міжзональних турнірів зросла до двох, оскільки збільшилась кількість зон і країн, де грали в шахи на пристойному рівні.
Від 1986 року кандидатський турнір знову проводився в формі кругового турніру, а 1991 року знову став проходити лише один міжзональний турнір, але з більшою кількістю учасниць і використовуючи швейцарську систему. Останній чемпіонат світу з цим форматом (цикл 1995–99 років) зіткнувся з деякою кількістю суперечностей і через це відбулись суттєві зміни в системі.

## Чемпіонати світу за нокаут-системою
Починаючи з 2001 року чемпіонат світу серед жінок, як і відкритий (де мають змогу крім чоловіків брати участь і жінки) проводився як турнір за нокаут-системою, в якому 64 учасники проводили міні-матчі, і, таким чином, у фіналі визначався один переможець. У випадку відкритого титулу (1998–2004) цю систему критикувало багато спеціалістів, оскільки переможцями кількох чемпіонатів стали гравці з відносно низьким рейтингом. У випадку жіночого чемпіонату всі переможниці до чи після турнірів доводили, що вони належать до світової еліти.

## Чергування форматів
Починаючи від 2010 року відбувається чергування форматів. Чемпіонат у вигляді нокаут-турніру із 64 гравчинями змінюється чемпіонським матчем, у якому переможниця переможниця того турніру захищає свій титул проти претендентки. Претенденткою стає переможниця серії гран-прі ФІДЕ, або ж срібна призерка, якщо переможниця вже є чинною чемпіонкою світу. Учасниці гран-прі визначаються різними шляхами, але більшість із них належить до світової еліти.

## Результати
Таблиці знизу показують учасниць, які кваліфікувалися, а також результати для всіх міжзональних і кандидатських і чемпіонських турнірів і матчів. Показані курсивом гравчині (наприклад, (Kushnir) у 1973-75) кваліфікувалися або були посіяні на якусь стадію циклу, але не брали участь. 
Стовпчик "відбір поза кандидатським" зазвичай містить чинну чемпіонку, але має інше значення для 1949-50 років, коли проходив турнір, щоб визначити нову чемпіонку після смерті Менчик, і після 2001 року, коли чинна чемпіонка не має жодних переваг.

### 1949-99: Міжзональні та кандидатські турніри
| Роки    | Формат міжзонального турніру                                                                                   | вийшли з міжзонального                                                                                         | відбір поза міжзональним                                                                                       | формат кандидатського турніру | Перможець(жці) кандидатського                                                                                  | відбір поза кандидатським                         | чемпіонський фінал                                                                                    |
| ------- | --- | --- | --- | --- | --- | ------------------------------------------------- | --- |
| 1949–50 | Не проводився. Після смерті Вери Менчик 1944 року ФІДЕ вирішила провести турнір, щоб визначити нову чемпіонку. | Не проводився. Після смерті Вери Менчик 1944 року ФІДЕ вирішила провести турнір, щоб визначити нову чемпіонку. | Не проводився. Після смерті Вери Менчик 1944 року ФІДЕ вирішила провести турнір, щоб визначити нову чемпіонку. | Не проводився. Після смерті Вери Менчик 1944 року ФІДЕ вирішила провести турнір, щоб визначити нову чемпіонку.                                     | Не проводився. Після смерті Вери Менчик 1944 року ФІДЕ вирішила провести турнір, щоб визначити нову чемпіонку. | 16 учасниць                                       | Москва 1949-50 круговий турнір в одне коло 1. Руденко 11½ з 15 2. Рубцова 10½ 3.-4. Бикова, Бєлова 10 |
| 1952-53 | Не проводився                                                                                                  | Не проводився                                                                                                  | 16 учасниць | Москва 1952 Круговий турнір в одне коло 1. Бикова 11½ з 15 2.-3. Геемскерк, Ігнатьєва 10½                                                          | Бикова | Руденко (чемпіон 1950)                            | Москва 1953 матч із 14 партій Бикова виграла 8 - 6                                                    |
| 1955-56 | Не проводився                                                                                                  | Не проводився                                                                                                  | 20 учасниць | Москва 1955 Круговий турнір в одне коло 1. Рубцова 15 / 19 2. Вольперт 14½ 3. Келлер-Геррманн 14                                                   | Рубцова | Бикова (чемпіонка 1953), Руденко (чемпіонка 1950) | Москва 1956 3 учасниці, круговий турнір із восьми кіл 1. Рубцова 10 із 16 2. Бикова 9½ 3. Руденко 4½  |
| 1958    | Матч-реванш | Матч-реванш | Матч-реванш | Матч-реванш | Матч-реванш | Рубцова, Бикова                                   | Москва 1958 матч із 14 партій Бикова виграла 8½ - 5½                                                  |
| 1959    | Не проводився                                                                                                  | Не проводився                                                                                                  | 15 учасниць | Пловдив 1959 Круговий турнір в одне коло 1. Зворикіна 11½ з 14 2. Неделькович 10½ 3. Вольперт 9½                                                   | Зворикіна | Бикова (1958 чемпіонка)                           | Бикова 1959 Матч із 13 партій Бикова виграла 8½ - 4½                                                  |
| 1961-62 | Не проводився                                                                                                  | Не проводився                                                                                                  | 17 учасниць | Врнячка Баня 1961 Круговий турнір в одне коло 1. Гапріндашвілі 13 / 16 2. Борисенко 11 3. Зворикіна 10                                             | Гаприндашвілі                                                                                                  | Бикова (чемпіон 1959)                             | Москва 1962 матч із 11 партій Гапріндашвілі виграла 9 - 2                                             |
| 1964-65 | Не проводився                                                                                                  | Не проводився                                                                                                  | 18 учасниць | Сухумі 1964 Круговий турнір в одне коло 1.-3. Лазаревич, Кушнір, Затуловська 12½ з 17 4.-5. Зворикіна, Йованович 11                                | Кушнір (на плей-оф)                                                                                            | Гапріндашвілі (чемпіонка 1962)                    | Рига 1965 матч із 13 партій Гапріндашвілі виграла 8½ - 4½                                             |
| 1967-69 | Не проводився                                                                                                  | Не проводився                                                                                                  | 18 учасниць | Суботиця 1967 Круговий турнір в одне коло 1. Кушнір 13½ / 17 2.-3. Козловська, Затуловська 12½                                                     | Кушнір | Гапріндашвілі (чемпіонка 1965)                    | Тбілісі і Москва 1969 матч із 14 партій Гапріндашвілі виграла 9½ - 4½                                 |
| 1971-72 | Охрид 1971 18 учасниць Круговий турнір в одне коло 3 пройшли далі                                              | 1. Александрія 2.-3. Лазаревич, Затуловська                                                                    | Кушнір | 1971 4 учасниці, матчі Півфінали: Кушнір перемогла Затуловську, Александрія перемогла Лазаревич                                                    | Кушнір (перемогла Александрію у фіналі)                                                                        | Гапріндашвілі (чемпіонка 1969)                    | Рига 1972 матч із 16 партій Гапріндашвілі виграла 8½ - 7½                                             |
| 1973-75 | Менорка 1973 20 учасниць Круговий турнір в одне коло 4 пройшли далі                                            | 1. Козловська 2.-5. Шуль, Левітіна, Александрія                                                                | (Кушнір) | 1974-75 4 учасниці, матчі Півфінали: Александрія перемогла Шуль, Левітіна здолала Козловську                                                       | Александрія (здолала Левітіну у фіналі)                                                                        | Гапріндашвілі (чемпіонка 1972)                    | Піцунда та Тбілісі 1975 матч із 12 партій Гапріндашвілі виграла 8½ - 3½                               |
| 1976-78 | 2 кругових турніри в одне коло по 11-14 учасниць далі з кожного по троє                                        | Розендал 1976 1.-2. Ахмиловська, Кушнір 3.-4. Лемачко                                                          | Александрія, Левітіна                                                                                          | 1977-78 8 учасниць, матчі Півфінали: Чибурданідзе здолала Ахмиловську, Кушнір здолала Фаталібекову                                                 | Чибурданідзе (перемогла Кушнір у фіналі)                                                                       | Гапріндашвілі (чемпіонка 1975)                    | Тбілісі 1978 матч із 15 партій Чибурданідзе виграла 8½ - 6½                                           |
| 1976-78 | 2 кругових турніри в одне коло по 11-14 учасниць далі з кожного по троє                                        | Тбілісі 1976 1. Фаталібекова 2.-3. Чибурданідзе, Козловська                                                    | Александрія, Левітіна                                                                                          | 1977-78 8 учасниць, матчі Півфінали: Чибурданідзе здолала Ахмиловську, Кушнір здолала Фаталібекову                                                 | Чибурданідзе (перемогла Кушнір у фіналі)                                                                       | Гапріндашвілі (чемпіонка 1975)                    | Тбілісі 1978 матч із 15 партій Чибурданідзе виграла 8½ - 6½                                           |
| 1979-81 | 2 кругових турніри в одне коло по 17-18 учасниць 3-4 далі по з кожного                                         | Ріо-де-Жанейро 1979 1. Іоселіані 2. Вероці-Петроніч 3. Александрія                                             | Гапріндашвілі, (Кушнір)                                                                                        | 1980-81 8 учасниць, матчі Півфінали: Александрія перемогла Літинську, Іоселіані перемогла Гапріндашвілі                                            | Александрія (перемогла Іоселіані у фіналі)                                                                     | Чибурданідзе (1978 чемпіонка)                     | Борджомі та Тбілісі 1981 матч із 16 партій Нічия 8 - 8 Чибурданідзе зберегла звання                   |
| 1979-81 | 2 кругових турніри в одне коло по 17-18 учасниць 3-4 далі по з кожного                                         | Аліканте 1979 1.-2. Лемачко, Ахмиловська 3. Гуріелі 4. Літинська                                               | Гапріндашвілі, (Кушнір)                                                                                        | 1980-81 8 учасниць, матчі Півфінали: Александрія перемогла Літинську, Іоселіані перемогла Гапріндашвілі                                            | Александрія (перемогла Іоселіані у фіналі)                                                                     | Чибурданідзе (1978 чемпіонка)                     | Борджомі та Тбілісі 1981 матч із 16 партій Нічия 8 - 8 Чибурданідзе зберегла звання                   |
| 1982-84 | 2 кругових турніри в одне коло по 15-16 учасниць далі по 3 з кожного                                           | Бад Кіссінген 1982 1. Гапріндашвілі 2. Семенова 3. Лемачко                                                     | Александрія, Іоселіані                                                                                         | 1983-84 8 учасниць, матчі Півфінали: Левітіна перемогла Александрію, Семенова перемогла Іоселіані                                                  | Левітіна (перемогла Семенову у фіналі)                                                                         | Чибурданідзе (1981 чемпіонка)                     | Волгоград 1984 14 матч із партій Чибурданідзе перемогла 8½ - 5½                                       |
| 1982-84 | 2 кругових турніри в одне коло по 15-16 учасниць далі по 3 з кожного                                           | Тбілісі 1982 1. Мурешан 2. Левітіна 3. Лю Шилань                                                               | Александрія, Іоселіані                                                                                         | 1983-84 8 учасниць, матчі Півфінали: Левітіна перемогла Александрію, Семенова перемогла Іоселіані                                                  | Левітіна (перемогла Семенову у фіналі)                                                                         | Чибурданідзе (1981 чемпіонка)                     | Волгоград 1984 14 матч із партій Чибурданідзе перемогла 8½ - 5½                                       |
| 1985-86 | 2 кругових турніри в одне коло по 14-16 учасниць далі по 3 з кожного                                           | Гавана 1985 1. Александрія 2. Ахмиловська 3.-5. Крамлінг                                                       | Левітіна, Семенова                                                                                             | Мальме 1986 8 учасниць Круговий турнір у два кола 1. Ахмиловська 9½ / 14 2. Александрія 8 3. Літинська 8                                           | Ахмиловська | Чибурданідзе (1984 чемпіонка)                     | Софія 1986 матч із 14 партій Чибурданідзе перемогла 8½ - 5½                                           |
| 1985-86 | 2 кругових турніри в одне коло по 14-16 учасниць далі по 3 з кожного                                           | Желєзноводськ 1985 1. Літинська 2. У Мінцянь 3.-4. Брустман                                                    | Левітіна, Семенова                                                                                             | Мальме 1986 8 учасниць Круговий турнір у два кола 1. Ахмиловська 9½ / 14 2. Александрія 8 3. Літинська 8                                           | Ахмиловська | Чибурданідзе (1984 чемпіонка)                     | Софія 1986 матч із 14 партій Чибурданідзе перемогла 8½ - 5½                                           |
| 1987-88 | 2 кругових турніри в одне коло по 16-18 учасниць 3 далі по з кожного                                           | Смередевська-Паланка 1987 1. Літинська-Шуль 2.-3. Левітіна, Гапріндашвілі                                      | Ахмиловська, Александрія                                                                                       | Цхалтубо 1988 8 учасниць Круговий турнір у два кола 1.-2. Іоселіані, Ахмиловська 10 / 14 3.-4. Левітіна, Літинська-Шуль 8                          | Іоселіані (перемогла у плей-оф Ахмиловську)                                                                    | Чибурданідзе (1986 чемпіонка)                     | Телаві 1988 16 матч із партій Чибурданідзе перемогла 8½ - 7½                                          |
| 1987-88 | 2 кругових турніри в одне коло по 16-18 учасниць 3 далі по з кожного                                           | Тузла 1987 1. Іоселіані 2. Арахамія 3.-4. Брустман                                                             | Ахмиловська, Александрія                                                                                       | Цхалтубо 1988 8 учасниць Круговий турнір у два кола 1.-2. Іоселіані, Ахмиловська 10 / 14 3.-4. Левітіна, Літинська-Шуль 8                          | Іоселіані (перемогла у плей-оф Ахмиловську)                                                                    | Чибурданідзе (1986 чемпіонка)                     | Телаві 1988 16 матч із партій Чибурданідзе перемогла 8½ - 7½                                          |
| 1990-91 | 2 кругових турніри в одне коло по 18 учасниць далі по 3 з кожного                                              | Азов 1990 1.-2. Кахіані, Аліса Галлямова 3. Клімова-Ріхтрова                                                   | Іоселіані, Ахмиловська                                                                                         | Боржомі 1991 8 учасниць Круговий турнір в одне коло 1.-2. Се Цзюнь, Марич 4½ / 7 3.-4. Галлямова, Іоселіані 4                                      | Се Цзюнь (перемогла на плей-оф проти Марич)                                                                    | Чибурданідзе (1988 чемпіонка)                     | Маніла 1991 матч із 15 партій Се Цзюнь перемогла 8½ - 6½                                              |
| 1990-91 | 2 кругових турніри в одне коло по 18 учасниць далі по 3 з кожного                                              | Genting Highlands 1990 1. Гапріндашвілі 2. Се Цзюнь 3.-4. Марич                                                | Іоселіані, Ахмиловська                                                                                         | Боржомі 1991 8 учасниць Круговий турнір в одне коло 1.-2. Се Цзюнь, Марич 4½ / 7 3.-4. Галлямова, Іоселіані 4                                      | Се Цзюнь (перемогла на плей-оф проти Марич)                                                                    | Чибурданідзе (1988 чемпіонка)                     | Маніла 1991 матч із 15 партій Се Цзюнь перемогла 8½ - 6½                                              |
| 1991-93 | Суботиця 1991 35 учасниць за швейцарською системою 6 кваліфікувалось                                           | 1.-2. Гапріндашвілі, Пен Чжаоцінь 3.-4. Іоселіані, Левітіна 5.-7. Ван Пінь, Цінь Каньїн                        | Чибурданідзе, Марич Сьюзен Полгар                                                                              | Шанхай 1992 9 учасниць Круговий турнір у два кола 2 потрапили до фіналу 1. С. Полгар 12½ / 16 2.-3. Іоселіані, Чибурданідзе 9½                     | Монако 1993 Фінал закінчився 6 - 6 Іоселіані перемогла за допомогою жеребу                                     | Се Цзюнь (1991 чемпіонка)                         | Монако 1993 11 матч із партій Се Цзюнь перемогла 8½ - 2½                                              |
| 1993-96 | Джакарта 1993 39 учасниць за швейцарською системою 7 кваліфікувалось                                           | 1. Арахамія 2. Галлямова 3.-5. Чибурданідзе, Марич, Пен Чжаоцінь 6.-8. Крамлінг, Фойшор                        | Іоселіані, С. Полгар                                                                                           | Тілбург 1994 9 учасниць Круговий турнір у два кола 2 потрапили до фіналу 1.-2. С. Полгар, Чибурданідзе 10½ / 16 3. Крамлінг 8½                     | Санкт-Петербург 1995 С. Полгар перемогла у фіналі 5½ - 1½                                                      | Се Цзюнь (1993 чемпіонка)                         | Хаен 1996 матч із 13 партій С. Полгар перемогла 8½ - 4½                                               |
| 1995-99 | Кишинів 1995 52 учасниць за швейцарською системою 7 кваліфікувалось                                            | 1. Арахамія 2. Кахіані-Герсинська 3.-6. Іоселіані, Галлямова, Пен Чжаоцінь, Марич 7.-9. Гуріелі                | Се Цзюнь, Чибурданідзе, Крамлінг                                                                               | Гронінген 1997 10 учасниць Круговий турнір у два кола 2 потрапили до фіналу 1. Галлямова 13½ / 18 2. Се Цзюнь 12½ 3.-4. Іоселіані, Чибурданідзе 11 | Се Цзюнь, Галлямова                                                                                            | (С. Полгар) (1996 чемпіонка)                      | Казань і Шеньян 1997 матч із 15 партій Се Цзюнь перемогла 8½ - 6½                                     |

### 2000-10: Турніри за кубковою системою
| Роки | Формат турніру                                                                    | Чвертьфінали | Півфінали                                                            | Фінал чемпіонату                       |
| ---- | --------------------------------------------------------------------------------- | --- | -------------------------------------------------------------------- | -------------------------------------- |
| 2000 | Нью-Делі Листопад - Грудень 2000 61 учасниць 6 раундів, міні-матчі, нокаут-турнір | Се Цзюнь перемогла Жукову Ковалевська перемогла Пен Чжаоцінь Цінь Каньїн перемогла Пептан Марич перемогла Скрипченко                      | Се Цзюнь перемогла Ковалевську Цінь Каньїн перемогла Марич           | Се Цзюнь перемогла Цінь Каньїн 2½ - 1½ |
| 2001 | Москва Листопад - Грудень 2001 64 учасниць 6 раундів, міні-матчі, нокаут-турнір   | Костенюк перемогла Скрипченко, Фойшор перемогла Сюй Юйхуа, Чибурданідзе перемогла Пен Чжаоцінь, Джу Чен перемогла Хурцидзе                | Костенюк перемогла Сюй Юйхуа, Джу Чен перемогла Чибурданідзе         | Джу Чен перемогла Костенюк 5 - 3       |
| 2004 | Еліста May - June 2004 64 учасниць 6 раундів, міні-матчі, нокаут-турнір           | Гампі Конеру перемогла Сюй Юйхуа, Кахіані-Герсинська перемогла Ковалевську, Стефанова перемогла Дзагнідзе, Чибурданідзе перемогла Чміліте | Ковалевська перемогла Гампі Конеру, Стефанова перемогла Чибурданідзе | Стефанова перемогла Ковалевську 2½ - ½ |
| 2006 | Єкатеринбург Березень 2006 64 учасниць 6 раундів, міні-матчі, нокаут-турнір       | Чміліте перемогла Чибурданідзе, Галлямова перемогла Хурцидзе, Матвєєва перемогла Себаг, Сюй Юйхуа перемогла Ковалевську                   | Сюй Юйхуа перемогла Матвєєву, Галлямова перемогла Чміліте            | Сюй Юйхуа перемогла Галлямову 2½ - ½   |
| 2008 | Нальчик Серпень - вересень 2008 64 учасниць 6 раундів, міні-матчі, нокаут-турнір  | Костенюк перемогла Ушеніну, Крамлінг перемогла Стефанову, Хоу Їфань перемогла Мкртчян, Гампі Конеру перемогла Шень Ян                     | Костенюк перемогла Крамлінг, Хоу Їфань перемогла Гампі Конеру        | Костенюк перемогла Хоу Їфань 2½ - 1½   |
| 2010 | Хатай Грудень 2010 64 учасниць 6 раундів, міні-матчі, нокаут-турнір               | Жуань Люфей перемогла Дронаваллі, Чжао Сюе перемогла Скрипченко, Хоу Їфань перемогла Лагно, Гампі Конеру перемогла Цзюй Веньцзюнь         | Жуань Люфей перемогла Чжао Сюе Хоу Їфань перемогла Гампі Конеру      | Хоу Їфань перемогла Жуань Люфей 5 - 3  |

### 2011-дотепер: чергування форматів
| Роки | Формат кваліфікації | Кваліфікантки | відбір поза кандидатським                                           | Чемпіонський фінал або матч                                               |
| ---- | --- | --- | ------------------------------------------------------------------- | ------------------------------------------------------------------------- |
| 2011 | Гран-прі ФІДЕ серед жінок 2009-2011 серія з 6 турнірів, кваліфікується переможниця 1. Хоу Іфань 410 2. Гампі Конеру 398⅓ | Гампі Конеру | Хоу Іфань (чемпіонка 2010 року)                                     | Тирана Листопад 2011 матч із 10 партій Хоу Іфань здобула перемогу 5½ - 2½ |
| 2012 | Ханти-Мансійськ Листопад - грудень 2012 64 учасниці 6 раундів, міні-матчі, нокаут-турнір                                 | Чвертьфінали: Стефанова здолала Себаг, Чжао Сюе перемогла Дронаваллі, Ушеніна здолала Надію Косинцеву, Хуан Цянь перемогла Цзюй Веньцзюнь                          | Півфінали: Стефанова здолала Дронаваллі Ушеніна перемогла Веньцзюнь | Ушеніна здолала Стефанову 3½ - 2½                                         |
| 2013 | Гран-прі ФІДЕ серед жінок 2011/2012 серія з 6 турнірів, кваліфікується переможниця 1. Хоу Іфань 480 2. Гампі Конеру 415  | Хоу Іфань | Анна Ушеніна (чемпіонка 2012)                                       | Taizhou, Jiangsu Вересень 2013 матч із 10 партій Іфаньвиграла 5½ - 1½     |
| 2015 | Сочі березень - квітень 2015 64 учасниці 6 раундів, міні-матчі, нокаут-турнір                                            | Чвертьфінали: Марія Музичук перемогла Гампі Конеру, Харіка Дронаваллі здолала Мері Арабідзе, Наталя Погоніна перемогла Чжао Сюе, Піа Крамлінг здолала Анну Музичук | Півфінали: Музичук перемогла Дронаваллі Погоніна здолала Крамлінг   | Музичук перемогла Погоніну 2½ - 1½                                        |
| 2016 | Гран-прі ФІДЕ серед жінок 2013/2014 серія з 6 турнірів, кваліфікується переможниця 1. Хоу Іфань 465 2. Гампі Конеру 380  | Хоу Іфань | Марія Музичук (чемпіонка 2015)                                      | Львів Березень 2016 матч із 10 партій                                     |